# Elizabeth Popham
Lady Elizabeth Popham, viscontessa Hinchingbrooke (... – 20 marzo 1761), è stata una nobildonna inglese.

## Biografia
Era la figlia di Alexander Popham e di sua moglie, lady Anne Montagu.

## Matrimonio
Sposò, il 12 aprile 1707, Richard Edward Montagu, visconte Hinchinbroke, figlio di Edward Montagu, III conte di Sandwich, e di sua moglie, lady Elizabeth Wilmot. Ebbero cinque figli:
- lady Mary Montagu
- lady Elizabeth Montagu, sposò Kelland Courtenay, ebbero tre figli;
- Edward Montagu
- John Montagu, IV conte di Sandwich (4 novembre 1718-30 aprile 1792)
- William Montagu (1720-1757).

Sposò, il 30 luglio 1728, Francis Seymour, figlio di sir Edward Seymour, V baronetto, e di Laetitia Popham. Ebbero due figli:
- Henry Seymour (?-1805), sposò in prime nozze lady Caroline Cowper, non ebbero figli, sposò in seconde nozze, Louise de Ponthon, contessa de Ponthon, ebbero un figlio;
- Mary Seymour, sposò John Baily, non ebbero figli.

## Morte
Morì il 20 marzo 1761.